# Dzbel
Dzbel település Csehországban, a Prostějovi járásban. Dzbel Šubířov, Skřípov, Ludmírov, Jesenec, Kladky és Konice településekkel határos. Lakosainak száma 241 fő (2024. január 1.).

## Népesség
A település lakosságának változását az alábbi diagram mutatja:
| Lakosok száma | 611  | 611  | 551  | 368  | 320  | 279  | 249  | 245  | 232  | 241  |
|               | 1869 | 1890 | 1921 | 1950 | 1980 | 2001 | 2017 | 2019 | 2022 | 2024 |